# Argelia (Valle del Cauca)
Argelia – miasto w Kolumbii, w departamencie Valle del Cauca.